# Arquidiócesis de Madurai
La arquidiócesis de Madurai (en latín: Archidioecesis Madhuraiensis y en inglés: Roman Catholic Archdiocese of Madurai) es una circunscripción eclesiástica de la Iglesia católica en India. Se trata de una arquidiócesis latina, sede metropolitana de la provincia eclesiástica de Madurai. Desde el 26 de julio de 2014 su arzobispo es Anthony Pappusamy.

## Territorio y organización
La arquidiócesis tiene 8010 km² y extiende su jurisdicción sobre los fieles católicos de rito latino residentes en el estado de Tamil Nadu en los distritos de: Madurai, Virudhunagar, Theni y parte del distrito de Dindigul (los taluks de Batlagundu, Kodaikanal y Nilakkottai).
La sede de la arquidiócesis se encuentra en la ciudad de Madurai, en donde se halla la Catedral de Nuestra Señora de los Dolores.
La arquidiócesis tiene como sufragáneas a las diócesis de: Dindigul, Kottar, Kuzhithurai, Palayamkottai, Sivagangai, Tiruchirapalli y Tuticorin.
En 2021 en la arquidiócesis existían 79 parroquias.

## Historia
La diócesis de Madura fue erigida el 8 de enero de 1938 con la bula Si inter infideles del papa Pío XI, tomando su territorio de la diócesis de Trichinopoly (hoy diócesis de Tiruchirapalli). Originalmente era sufragánea de la arquidiócesis de Bombay.
El 21 de octubre de 1950 asumió el nombre de diócesis de Madurai con el decreto Cum post rerum de la Congregación de Propaganda Fide.
El 19 de septiembre de 1953 fue elevada al rango de arquidiócesis metropolitana con la bula Mutant res del papa Pío XII.
Posteriormente cedió porciones de su territorio para la erección de nuevas diócesis:
- la diócesis de Palayamkottai el 17 de mayo de 1973 mediante la bula Romani Pontifices del papa Pablo VI;[5]
- la diócesis de Sivagangai el 3 de julio de 1987 mediante la bula Quae maiori del papa Juan Pablo II;[6]
- la diócesis de Dindigul el 10 de noviembre de 2003 mediante la bula Petitum est nuper del papa Juan Pablo II.[7]

## Estadísticas
Según el Anuario Pontificio 2022 la arquidiócesis tenía a fines de 2021 un total de 269 670 fieles bautizados.
| Año                                                                             | Población            | Población | Población      | Sacerdotes | Sacerdotes    | Sacerdotes    | Bautizados por sacerdote | Diáconos permanentes | Religiosos | Religiosos | Parroquias |
| Año                                                                             | Bautizados católicos | Total     | % de católicos | Total      | Clero secular | Clero regular | Bautizados por sacerdote | Diáconos permanentes | Varones    | Mujeres    | Parroquias |
| ------------------------------------------------------------------------------- | -------------------- | --------- | -------------- | ---------- | ------------- | ------------- | ------------------------ | -------------------- | ---------- | ---------- | ---------- |
| 1969                                                                            | 253 046              | 7 115 292 | 3.6            | 185        | 99            | 86            | 1367                     |                      | 226        | 853        | 84         |
| 1980                                                                            | 242 500              | 4 994 850 | 4.9            | 182        | 83            | 99            | 1332                     |                      | 224        | 950        | 73         |
| 1990                                                                            | 137 592              | 3 172 625 | 4.3            | 166        | 65            | 101           | 828                      |                      | 226        | 908        | 52         |
| 1999                                                                            | 297 032              | 5 793 954 | 5.1            | 174        | 75            | 99            | 1707                     |                      | 239        | 785        | 60         |
| 2000                                                                            | 299 428              | 6 395 244 | 4.7            | 191        | 77            | 114           | 1567                     |                      | 269        | 821        | 62         |
| 2001                                                                            | 300 244              | 5 889 320 | 5.1            | 184        | 80            | 104           | 1631                     |                      | 227        | 795        | 64         |
| 2002                                                                            | 304 142              | 5 954 858 | 5.1            | 188        | 76            | 112           | 1617                     |                      | 186        | 866        | 65         |
| 2003                                                                            | 308 450              | 5 997 860 | 5.1            | 188        | 82            | 106           | 1640                     |                      | 256        | 852        | 65         |
| 2004                                                                            | 170 000              | 5 495 800 | 3.1            | 198        | 78            | 120           | 858                      |                      | 313        | 989        | 59         |
| 2013                                                                            | 115 166              | 6 170 000 | 1.9            | 250        | 98            | 152           | 460                      |                      | 398        | 1097       | 69         |
| 2016                                                                            | 250 000              | 6 413 000 | 3.9            | 251        | 98            | 153           | 996                      |                      | 403        | 1100       | 69         |
| 2019                                                                            | 269 920              | 6 744 177 | 4.0            | 278        | 93            | 185           | 970                      |                      | 417        | 1117       | 75         |
| 2021                                                                            | 269 670              | 6 943 000 | 3.9            | 290        | 94            | 196           | 929                      |                      | 330        | 1194       | 79         |
| Fuente: Catholic-Hierarchy, que a su vez toma los datos del Anuario Pontificio. |                      |           |                |            |               |               |                          |                      |            |            |            |

## Episcopologio
- John Peter Leonard, S.I. † (8 de enero de 1938-13 de abril de 1967 retirado[nota 1])
- Justin Diraviam † (13 de abril de 1967-3 de diciembre de 1984 retirado)
- Casimir Gnanadickam, S.I. † (3 de diciembre de 1984-26 de enero de 1987 nombrado arzobispo de Madrás y Meliapor)
- Marianus Arokiasamy † (3 de julio de 1987-22 de marzo de 2003 retirado)
- Peter Fernando † (22 de marzo de 2003-26 de julio de 2014 retirado)
- Anthony Pappusamy, desde el 26 de julio de 2014